# Savin Yeatman-Eiffel
Savin Yeatman-Eiffel (* 30. Mai 1970 in Paris) ist ein französischer Regisseur. Er ist der Erfinder, Autor, Produzent und Ko-Regisseur der Anime-Serie Ōban Star-Racers.

## Leben
Savin Yeatman-Eiffel studierte das Filmhandwerk in London und an der Pariser Filmhochschule FEMIS. Er war danach als Regisseur, Produzent, Kameramann und Tontechniker an vielen Kurzfilmproduktionen beteiligt. Im Jahr 1995 begann er mit dem Schreiben von Trickfilmdrehbüchern (u. a. zur 39-teiligen Serie The Magician von Studio Gaumont/Xilam) und ist seither Animationsprojekten treu geblieben.
Im Jahr 1998 gründete Yeatman-Eiffel sein eigenes Studio „Sav! The World Productions“, wo er 2001 den Oban Star-Racers-Pilotfilm Molly, Star Racer produzierte. 2006 konnte die zugehörige Serie Oban Star-Racers mithilfe internationaler Unterstützung (u. a. durch JETIX Europe, France3, Super RTL und Bandai Visual) und in Zusammenarbeit mit dem japanischen Studio HAL Film Maker fertiggestellt werden.
Savin Yeatman-Eiffel ist Ur-Ur-Enkel von Gustave Eiffel und war als Regisseur auch an der 2023 anlässlich des 100. Todestags von Gustave Eiffel ausgestrahlten Arte-Dokumentation über den Eiffelturm beteiligt.